# Усас
Усас (англ. Ousas), также Усанас II (ок. 500 г.) — царь Аксумского царства. Он сменил Незоола на престоле.
Усас известен прежде всего монетами, которые чеканились во время его правления. Поскольку золотые монеты, выпущенные с именем этого царя, очень похожи на монеты царя Калеба, Мунро-Хэй предполагает, что Усас может быть другим именем Тазены, который описан как в эфиопских преданиях, так и на монетах Калеба как его отец.